# Ma.Bra. E.P. Volume 9
Ma.Bra. E.P. Volume 9 è un singolo dell'anno 2011, del dj italiano Maurizio Braccagni in arte Ma.Bra.

## Tracce
1. El efecto de la fiesta (Ma.Bra. Extended Mix)
2. Now tell me (Ma.Bra. Extended Mix) (vs. Dj Lhasa)
3. Party people (Ma.Bra. Extended Mix)
4. Heaven (DJ Roxx Remix) (vs. Dj Lhasa)
5. Feel my heart (Ma.Bra. Extended Mix)
6. Nase (Ma.Bra. Extended Mix)